# 布盧希爾鎮區 (堪薩斯州米切爾縣)
布盧希爾鎮區（英語：Blue Hill Township）為美國堪薩斯州米切爾縣轄下的鎮區。2010年美国人口普查中該鎮區人口有27人。

## 地理
布盧希爾鎮區涵蓋總面積為93.59平方（36.14平方英里），其中93.48平方（36.09平方英里）為陸地，0.11平方（0.042平方英里）或0.12%為水域。海拔高度475（1,558英尺）。

## 人口統計
根據2010年美國人口普查，布盧希爾鎮區人口有27人，住房15戶，人口密度為0.29人/每平方公里。此鎮區居民之種族中，白人有0人，非裔美國人有0人，美洲原住民有0人，亞裔美國人有0人，太平洋島裔美國人有0人，其他種族有0人，混血種族則有0人。此外此鎮區有0人為西班牙裔或拉丁裔美國人。